# Ruben Smit
Ruben Smit (Hillegom, 31 oktober 1971) is een Nederlands ecoloog, fotograaf en filmmaker. Hij groeide op in Heemstede.
In 2002 promoveerde Smit aan de Universiteit van Wageningen en werd hij universitair docent.
Smit maakte als fotograaf een fotoboek over de Veluwe. Vanaf 2008 was hij te zien als presentator in het natuurprogramma BuitenGewoon van Omroep Gelderland. Ook maakte hij reportages voor het tv-programma Vroege Vogels van de VARA. 
Smits doorbraak als filmmaker kwam in 2013 met de film De Nieuwe Wildernis over de Oostvaardersplassen, waarmee hij een Gouden Kalf won. Daarna volgden nog diverse films en documentaires, zoals Grutto!; deze film werd in 2022 in de Nederlandse bioscopen gepresenteerd.
Zijn carrière werd onderbroken door een periode van bijna drie jaar, van 2019 tot 2022, waarin hij kampte met de ziekte van Lyme.

## Filmografie
- De Nieuwe Wildernis (2013)
- De Nieuwe Wildernis (tv-documentaire, 2013)
- Levende Rivier (tv-documentaire, 2015)
- De Schatkamer van de Veluwe (tv-documentaire, 2016)
- Wad (2018)[7]
- Het WAD (tv-documentaire, 2020)[8]
- Grutto! (2022), na twee weken beloond met een Kristallen Film-award[9]
- Grutto! (tv-documentaire, 2023)